# Los comunes (programa de televisión)
Los comunes fue un programa de televisión de España, presentado por Jesús Hermida en la cadena Antena 3 en 1999.

## Formato
El programa seguía la estela de otros similares presentados por Jesús Hermida en la misma cadena como La noche de Hermida, Con Hermida y compañía, La hora H, Sin límites. Cada semana se abordaba un tema de actualidad sobre el que se entablaba un debate o tertulia entre personalidades de reconocido prestigio dentro del mundo de la política, el periodismo o la cultura. La particularidad en este caso, es que se adoptaba un formato de debate análogo al de la Cámara de los Comunes británica, siendo finalmente sometidas a la votación del público las propuestas de unos y otros contertulios.

## Temas abordados
En sus seis ediciones, se abordaron los siguientes temas:
- Nuevas medidas gubernamentales para la prevención de la anorexia, con Cristina Almeida, Moncho Alpuente, Juan Echanove, Bibiana Fernández, Melchor Miralles, Judit Mascó, Antonio Pérez Henares, Cristina Tárrega y Fernando García Tola.
- Violencia juvenil, con Gustavo Pérez Puig, Moncho Alpuente, Juan Echanove, Fernando García Tola, Melchor Miralles, Celia Villalobos y Antonio Pérez Henares
- Las tareas domésticas como motivo de divorcio , con Pilar Rahola, Esther Arroyo, Juan Echanove, Fernando García Tola, Gustavo Pérez Puig, Melchor Miralles, Amparo Rubiales, Pepe Sancho y Antonio Pérez Henares
- Jóvenes que viven en casa de sus padres, con Bibiana Fernández, José María Íñigo, Juan Echanove, Fernando García Tola y Mabel Lozano (11-5-1998).
- Tres años del PP en la Moncloa, con Esperanza Aguirre, Mariano Rajoy, Javier Arenas, Rodrigo Rato, Nativel Preciado, Margarita Sáenz-Díez y  Melchor Miralles

## Audiencias
En su primer programa, se cosechó una audiencia de 1,7 millones de espectadores (21,5% de cuota de pantalla) alcanzando en determinados momentos el liderazgo de su franja horaria. No obstante, fue perdiendo audiencia y en su sexta y última emisión se situó en 569.000 espectadores y un share del 10'2%.